# Trends in Cognitive Sciences
Trends in Cognitive Sciences (TiCS) — це щомісячний рецензований науковий журнал, присвячений когнітивним наукам, який видається Cell Press. Це один із 14 журналів серії Trends.
Станом на  2021 її редактор Ліндсі Дрейтон.
Journal Citation Reports (Thomson Reuters) вказує імпакт-фактор 2016 року на рівні 15,402.

## Цілі та сфера застосування
Trends in Cognitive Sciences — це науковий журнал для тих, хто безпосередньо працює в когнітивних науках або в суміжних галузях. Журнал надає миттєвий огляд поточного мислення для науковців, студентів і викладачів, які хочуть бути в курсі останніх розробок у когнітивних науках. Журнал об’єднує дослідження в галузі психології, штучного інтелекту, лінгвістики, філософії, інформатики та неврології. Trends in Cognitive Sciences забезпечує платформу для взаємодії цих дисциплін і еволюції когнітивної науки як самостійної галузі дослідження.